# 800
| [ Edytuj tabelę ]          |                                                   |
| Król Asturii               | - 791 Alfons II 842                               |
| Cesarz Bizancjum           | - 797 Irena (cesarzowa) 802                       |
| Chan Bułgarii              | - 777 Kardam 803                                  |
| Cesarz Chin                | - 780 Tang Dezong 805                             |
| Król Essexu                | - 798 Sigered 812                                 |
| Król Franków               | - 768 Karol Wielki 814 - 781 Ludwik I Pobożny 814 |
| Cesarz Japonii             | - 781 Kammu 806                                   |
| Kalif                      | - 786 Harun ar-Raszid 809                         |
| Patriarcha Konstantynopola | - 784 Tarazjusz 806                               |
| Król Mercji                | - 796 Cenwulf 821                                 |
| Król Nortumbrii            | - 796 Eardwulf 806                                |
| Książę Obodrzyców          | - 795 Drożko 809                                  |
| Papież                     | - 795 Leon III 816                                |
| Cesarz rzymski             | - 800 Karol Wielki 814                            |
| Doża Wenecji               | - 787 Giovanni Galbaio 804                        |
| Król Wessexu               | - 786 Beorhtric 802                               |

Rok 800 / DCCC
stulecia: VII wiek ~
VIII wiek ~
IX wiek

lata: 790 «
795 «
796 «
797 «
798 «
799 «
800
» 801
» 802
» 803
» 804
» 805
» 810

## Wydarzenia
- 1 grudnia – podczas synodu w bazylice św. Piotra rozpoczął się proces papieża Leona III oskarżonego o zarzuty kryminalne[1].
- 23 grudnia – oskarżony o krzywoprzysięstwo papież Leon III złożył przysięgę oczyszczającą[2].
- 25 grudnia – koronacja Karola Wielkiego na cesarza przez papieża Leona III.
- Ibrahim ibn al-Aghlab założył w północnej Afryce arabską dynastię Aghlabidów.
- Chorwacja przyjęła chrzest.